# Давиташвили, Нина Шиоевна
Нина Шиоевна Давиташвили (груз. ნინო შიოს ასული დავითაშვილი) (18 [30] ноября 1882 — 20 октября 1958) — грузинская актриса. Народная артистка Грузинской ССР (1943).
Дебютировала в 1902 в Тифлисе в народном театре Авчальской аудитории. С 1903 работала в Тифлисском, Кутаисском театрах и в Театре им. Руставели.

## Творчество

### Основные роли в театра
- «Турпа и Патара Кахи» (Церетели) — Турпа и Патара Кахи
- «Родина» (Д. Эристави) — Кетеван
- «Без вины виноватые» (А. Н. Островского) — Кручинина
- «Антигона» (Софокл) — Антигона
- 1927 «Вильгельм Телль» (Шиллера) — Гертруда
- 1934 «Интервенция» (Л. И. Славина) — Ксидиас
- 1935 «Платон Кречет» (А. Корнейчука) — Мария Тарасовна
- 1940 «Измена» (А. И. Сумбатова-Южина) — Зейнаб
- 1949 «Потопленные кани» (И. О. Мосашвили) — Фатьма
- 1951 «Пэпо» (Г. М. Сундукяна) — Шушан

### Фильмография
- 1956 — Наш двор — Минадора